# Val (géomorphologie)
Pour les articles homonymes, voir Val.
Ne doit pas être confondu avec Combe.

Bloc-diagramme représentant un relief de type jurassien dont le val.

Un val est un type de relief de plissement formé du toit d'un synclinal ; il s'agit d'un exemple de relief structural.
Lorsque l'érosion entame le toit du synclinal, on ne parle plus de val mais de combe bien que ce type d'érosion se rencontre sur des monts plutôt que des vals.
Le relief opposé au val est le mont lorsque le sommet d'une montagne est formé du toit d'un anticlinal.